# موتورولا A3100 (موبايل)
موتورولا A3100 (بالإنجليزية: Motorola A3100)‏ هو هاتف محمول من موتورولا يعمل بنظام ويندوز موبايل، تم طرحه في الأسواق في الربع الأول من 2009 في أسيا.

## الخصائص
- نظام التشغيل: ويندوز موبايل
- الكاميرا الخلفية: 3.15 ميجابكسل
- الشاشة: شاشة لمس 320×240
- المعالج: 528 ميجا هرتز
- الذاكرة: 128 ميجابايت
- التخزين: 32 جيجابايت